# Ryosuke Takayasu
Ryosuke Takayasu (高安 亮介 Takayasu Ryosuke?, nacido el 14 de mayo de 1984 en Chiba) es un exfutbolista japonés. Jugaba de centrocampista y su último club fue el Tochigi Uva FC de Japón.

## Trayectoria

### Clubes
| Club           | País  | Año         |
| -------------- | ----- | ----------- |
| Tochigi SC     | Japón | 2007 - 2009 |
| Tochigi Uva FC | Japón | 2010 - 2012 |